# Release Me (piosenka Eddiego Millera)
Release Me – piosenka napisana przez Eddiego Millera, Roberta Younta i Jamesa Pebwortha, opublikowana w 1946 roku.
Miller napisał utwór w 1946 roku, lecz nie mógł znaleźć przez lata nikogo, kto mógłby nagrać piosenkę, więc nagrał ją sam w 1953 roku. Niebawem nagrał ją Jimmy Heap oraz z jeszcze większym powodzeniem Ray Price i Kitty Wells. W 1962 roku ukazała się wersja Little Esther Phillips na singlu, osiągając najlepsze wyniki sprzedaży. w 1967 roku Decca Records wydała na 7-calowym singlu wersję Engelberta Humperdinca – producentem był Charles Blackwell.

## Wersje innych artystów
- Patti Page
- Ray Price
- Kitty Wells
- Jimmy Heap
- Jerry Lee Lewis
- Little Esther Phillips
- Tom Jones
- Everly Brothers
- Matt Monro
- Johnny Adams
- Earl Grant
- Jerry Lee Lewis
- Elvis Presley
- Charlie McCoy
- The Bonzo Dog Doo-Dah Band
- Dolly Parton
- Def Leppard (jako Stumpus Maximus & The Good Ol' Boys)
- Junior Kimbrough
- George Canyon
- Jerry Lee Lewis z Gillian Welch